# В одну сторону
В одну сторону (англ. One Way) — криминальная драма, психилогический триллер режиссёра Рето Салимбени. В главной роли Тиль Швайгер.

## Сюжет
Эдди Шнайдер — харизматичный и преуспевающий креативный директор в нью-йоркском рекламном агентстве. Он собирается жениться на Джуди Бирк, дочери владельца агентства. Наутро после сверхуспешной сделки он обнаруживает, что его коллегу и подругу Анджелину прошедшей ночью изнасиловал брат Джуди Энтони. Эдди отвозит её в больницу и собирается разобраться с Энтони, но тот показывает Эдди фотографии, которые доказывают, что Шнайдер изменял Джуди со многими женщинами. На судебном процессе по изнасилованию Эдди помогает Энтони избежать обвинения, а Анджелина в отместку заявляет, что он изменял Джуди с ней. Около десяти лет назад Анджелина уже была изнасилована четырьмя мужчинами. Она пытается покончить жизнь самоубийством, но как и в прошлый раз, видит чернокожего генерала. В тот раз она представляла, что он расстрелял насильников из пулемёта, сейчас же он призывает Анджелину не сдаваться.
Джуди, убедившись что Эдди лжёт о своих изменах, разрывает с ним отношения. Владелец агентства увольняет его, предложив выплатить ему пособие в размере двухсот тысяч долларов.
Эдди избивает Энтони в ночном клубе. Там же Энтони позже встречает Анджелину, но, не узнав её, уходит с ней. Анджелина пристёгивает Энтони в машине наручниками, насилует страпоном и убивает. Впоследствии полиция обнаруживает отпечатки пальцев Эдди на трупе Энтони, и он попадает под следствие. Эдди знает, что Энтони убила Анджелина, но не хочет свидетельствовать против неё, зная, что в тюрьме она умрёт. Поругавшись с родителями, Джуди в суде заявляет, что Энтони был жестоким человеком и однажды изнасиловал её, а Эдди невинован в убийстве. В конце фильма Эдди и Джуди воссоединяются.

## В ролях
| Актёр               | Роль            |
| ------------------- | --------------- |
| Тиль Швайгер        | Эдди Шнайдер    |
| Лорен Ли Смит       | Анджелина Сейбл |
| Себастьен Робертс   | Энтони Бирк     |
| Майкл Кларк Дункан  | Генерал         |
| Эрик Робертс        | Ник Свелл       |
| Стефани фон Пфеттен | Джуди Бирк      |
| Арт Хиндл           | Рассел Бирк     |
| Соня Смитс          | Линда Бирк      |
| Нед Беллами         | Стив Дорн       |
| Дэниэл Кэш          | Берт Зикинськи  |